# موج پنجم (فیلم)
موج پنجم (به انگلیسی: The 5th Wave) فیلمی آمریکایی در ژانر علمی تخیلی اکشن به کارگردانی جی بلیکسن و نویسندگی سوزانا گرانت، آکیوا گلدزمن و جف پینکنر است که اقتباسی از رمانی به همین نام نوشتهٔ نویسنده آمریکایی ریک یانسی است. در این فیلم بازیگرانی همچون کلویی گریس مورتس، نیک رابینسون، مایکا مونرو، الکس رو، ران لیوینگستون، مگی سیف، ماریا بلو و لیو شرایبر ایفای نقش می‌کنند.
موج پنجم به‌وسیلهٔ کلمبیا پیکچرز در ۲۲ ژانویه ۲۰۱۶ اکران شد. با وجود اینکه فیلم با واکنش‌های منفی از سوی منتقدان همراه بود، اما تا حدودی در گیشه موفق بود و ۱۱۰ میلیون دلار در سراسر جهان فروش کرد در حالی که ۳۸ الی ۵۰ میلیون دلار بودجه ساخت آن بوده است.

## داستان
در حالی که چهار حمله سنگین بیگانگان، زمین را به عصر حجر تبدیل کرده و جمعیت زیادی را از بین برده کیسی ۱۶ ساله در تلاش است تا برادرش را از حملات مرگبار بیگانگان در امان بدارد.